# Daniel de Superville (der Ältere)

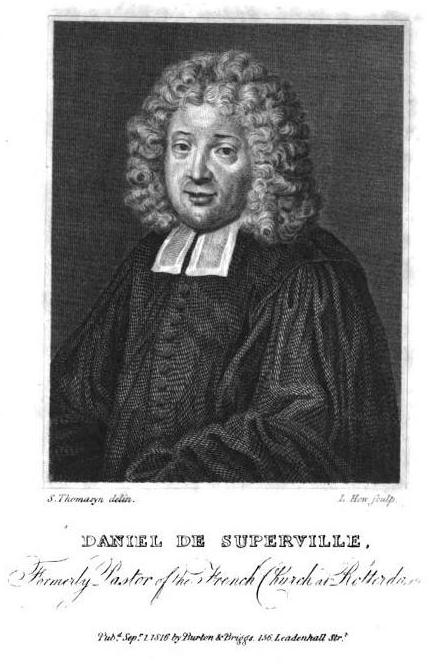
Daniel de Superville (der Ältere), Frontispiz der englischen Ausgabe seiner Predigten (1816)

Daniel de Superville (der Ältere), auch Daniel de Superville Père (der Vater) (* August 1657 in Saumur; † 9. Juni 1728 in Rotterdam) war ein französischer reformierter Theologe und Autor, der in die Niederlande flüchten musste und dort als Pfarrer der Wallonischen Kirche in Rotterdam wirkte.

## Leben
Daniel de Superville stammte aus einer hugenottischen Akademikerfamilie, die ursprünglich aus Béarn stammte. Sein Großvater Jean und sein Vater Jacques waren beide Ärzte. Der Vater starb noch in Frankreich, die Mutter Marthe, geb. Pilet (* 1663 in Nantes), flüchtete nach der Aufhebung des Edikt von Nantes durch das Edikt von Fontainebleau 1686 in die Niederlande, wo sie 1719 starb. 
Nach dem Abschluss der Schule in seiner Heimatstadt studierte er von 1677 bis zum Tod seines Vaters 1679 in Genf Philosophie und Theologie. 1683 wurde er zum reformierten Pfarrer in Loudun berufen, musste aber im Jahre 1685 fliehen. Er kam mit seiner Frau Elisabeth, geb. de Monnery zunächst nach Maastricht. Am 13. Januar 1686 wurde er Vikar, später Pfarrer in Rotterdam. Er baute die Wallonische Gemeinde in Rotterdam auf und lehnte mehrere Rufe, so nach London, Berlin und Hamburg, ab. 
Superville war in den verschiedensten Bereichen für die französischen Flüchtlinge tätig. Er setzte sich für die in Frankreich zurückgebliebenen Protestanten ein, die oft zu Galeerenstrafen verurteilt wurden, und versuchte ihren Freikauf zu organisieren. Bei den Verhandlungen zum Frieden von Utrecht bemühte er sich, für die Protestanten in Frankreich günstige Klauseln zu erwirken. 
Gesundheitlich angeschlagen erbat und erhielt er zum 30. Januar 1724 seine Emeritierung mit einer Pension der Stadt Rotterdam. 
Supervilles Predigten waren berühmt und erschienen mehrfach im Druck, ebenso seine Betrachtungen zum Abendmahl, die Johann Gottfried Lessing 1728 ins Deutsche übersetzte.

## Familie
Er war zweimal verheiratet. 1683 hatte er in Frankreich Elisabeth de Monnery geheiratet. Mit ihr hatte er zwei Kinder. Sie starb 1686 kurz nach der Ankunft in Rotterdam. Auch beide Kinder starben, bevor Daniel de Superville 1694 Catherine van Armeiden heiratete. Mit ihr hatte er sieben Kinder, von denen ihn drei Söhne und zwei Töchter überlebten. Am 18. Juli 1709 wurden sie Bürger der Niederländischen Republik. 
Die Kinder waren: 
- Catharine (getauft 18. April 1696)
- Emilie (30. Oktober 1698)
- Daniel (13. Juni 1700)
- Jean (1. September 1702)
- Christine Elisabeth (8. Juni 1704)
- Pierre Jacques (21. September 1708)

Sein Sohn Daniel de Superville (der Jüngere) wurde sein Nachfolger als Pastor der Wallonischen Gemeinde in Rotterdam.
Seine Tochter Emilie heiratete Pierre Humbert, einen Kaufmann aus Genf, der sich 1706 als Buchhändler und Verleger in Amsterdam niedergelassen hatte. Ihr Sohn Jean Humbert de Superville (1734–1794) war ein Porträtmaler. Dessen Sohn Jean Emile Humbert (1771–1839) wurde niederländischer Oberstleutnant und gilt als der moderne Entdecker Karthagos; sein Sohn David Pierre Giottino Humbert de Superville war Künstler und Kunsthistoriker (Essai sur les signes inconditionnels dans l'art).
Daniel de Supervilles Neffe, der Sohn seines Bruders Jacques de Superville, Kaufmann in Rotterdam, der ebenfalls Daniel de Superville hieß, wurde Mediziner und Gründungskanzler der Universität Erlangen.

## Werke
- Sermons sur divers textes de l'Écriture sainte.

deutsche Ausgabe:
englische Ausgabe: Sermons. Trans. John Allen. London: Printed for Burton and Briggs; sold also by Baldwin, Cradock, and Joy 1816
- Éléments du christianisme ou abregé des veritez et des devoirs de la réligion chrétienne, à l'usage des plus petits enfans.
- Le vrai Communiant ou Traité de la sainte Cène. Rotterdam 1718 (oft fälschlich seinem Sohn zugeschrieben.)

deutsche Ausgabe (a): Geistreiche Betrachtungen Von dem Würdigen Gebrauche des Heiligen Abendmahls, Und Denen wahren Mitteln selbiges recht heilsam zu geniessen / Ehemals In Frantzösischer Sprache Von einem hochberühmten Lehrer [i. e. Daniel de Superville] herausgegeben, Nunmehro aber Seiner Vortrefflichkeit halber mit Fleiß ins Teutsche übersetzt, und zum Druck befördert von M. Johann Gottfried Leßing, Archi-Diacono in Camentz. Budißin: Richter 1728 (Digitalisat des Exemplars der UB Göttingen)
deutsche Ausgabe (b): Der rechtschaffene Commvnicant Oder Gründlicher Unterricht von dem Heiligen Abendmahl Und wie man zu dessen Gebrauch sich würdig und geschickt machen könne / In Frantzösischer Sprache geschrieben Von Hrn. Daniel der Svperville Prediger bey der Wallonischen Gemeinde zu Rotterdam Anjetzo aber Seiner Vortrefflichkeit halben Allen andächtigen Communicanten zum erbaulichen Gebrauch ins Teutsche übersetzet. 2 Bände, Eisenach und Naumburg: Michael Gottlieb Grießbach 1734